# Bipolar (canción)
«Bipolar» es una canción del cantante y productor puertorriqueño Chris Jeday con colaboración de los cantantes de reguetón Ozuna y Brytiago. Fue compuesta y producida por Jeday, y lanzada el 7 de marzo de 2018. A pocas horas de su lanzamiento logró superar un millón de reproducciones.

## Video musical
El video musical fue dirigido por Daniel Duran y grabado en Los Ángeles, California. Fue publicado en VEVO y YouTube el día del lanzamiento. El video cuenta la historia de una pareja, donde la mujer padece de trastorno bipolar, por lo que tiene trastornos depresivos y cambios de humor, haciendo que su pareja se canse de sus cambios de actitud. Pero al final, es ella quien se aburre y encuentra a alguien más.

## Posicionamientos en listas

### Semanales
| Lista                                    | Mejor posición |
| ---------------------------------------- | -------------- |
| Estados Unidos (Hot Latin Songs)         | 17             |
| Estados Unidos (Pandora Top Spins Chart) | 66             |